# 塞勒姆 (肯塔基州)
塞勒姆（英語：Salem）是一個位於美國肯塔基州利文斯頓縣的城市。

## 地方資料
根據2020年美國人口普查的數據，塞勒姆的面積為2.21平方千米，當中陸地面積為2.21平方千米，而水域面積為0.00平方千米。當地共有人口722人，而人口密度為每平方千米326.7人。